# Emmanuel Mounier

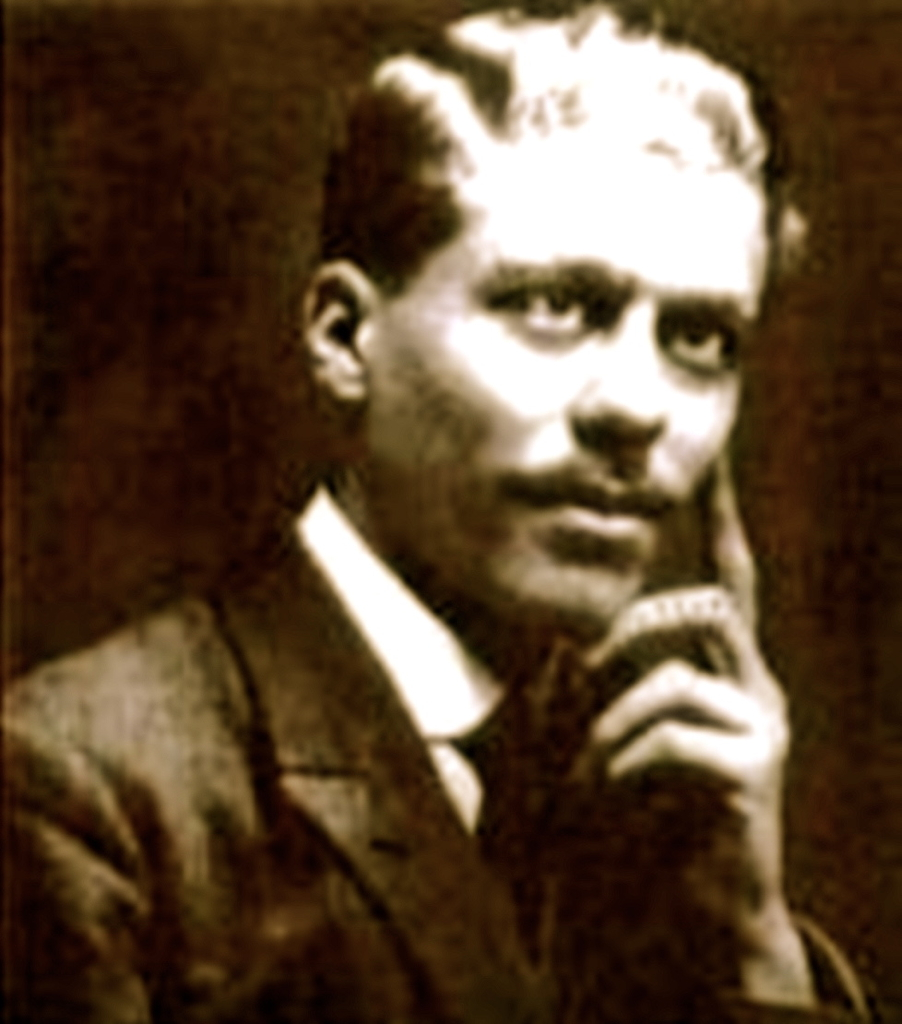
Emmanuel Mounier

Emmanuel Mounier (tiếng Pháp: [e.ma.nɥɛl munje]; 1 tháng 4 năm 1905 – 22 tháng 3 năm 1950) là một nhà triết học, giáo viên và nhà thần học Công giáo người Pháp.

## Tiểu sử
Mounier là người dẫn dắt phong trào chủ nghĩa cá nhân ở Pháp, đồng thời là người sáng lập và giám đốc của Esprit, tạp chí là cơ quan của phong trào. Mounier là một học giả lỗi lạc tại Sorbonne. Năm 1929, khi mới 24 tuổi, ông chịu ảnh hưởng của nhà văn Pháp Charles Péguy, người được ông coi là nguồn cảm hứng của phong trào chủ nghĩa cá nhân. Chủ nghĩa cá nhân của Mounier đã trở thành ảnh hưởng chính của những người theo chủ nghĩa không tuân thủ vào những năm 1930.

## Tác phẩm
- La pensée de Charles Péguy, Plon, coll. "Roseau d'Or", 1931.
- Révolution personnaliste et communautaire, Paris, Éd. Montaigne, 1934.
- De la propriété capitaliste à la propriété humaine, Desclée de Brouwer, coll. "Questions disputées", 1936.
- Manifeste au service du personnalisme, Éd. Montaigne, 1936.
- Pacifistes ou Bellicistes, Paris, Éditions du Cerf, 1939.
- L'affrontement chrétien, Neuchâtel, Éditions de la Baconnière, 1944.
- Montalembert (Morceaux choisis), Fribourg, L.U.F., coll. "Le Cri de la France", 1945.
- Liberté sous conditions, Paris, Éditions du Seuil, 1946.
- Traité du caractère, Paris, Éditions du Seuil, 1946.
- Introduction aux existentialismes, Paris, Denoël, 1946.
- Qu'est-ce que le personnalisme ?, Paris, Éditions du Seuil, 1947.
- L'éveil de l'Afrique noire, Paris, Éditions du Seuil, 1948.
- Mounier et sa génération. Lettres, carnets et inédits, Paris, Éditions du Seuil, 1956.